# Девит (Арканзас)
Девит (енгл. DeWitt) град је у америчкој савезној држави Арканзас.

## Демографија
По попису из 2010. године број становника је 3.292, што је 260 (-7,3%) становника мање него 2000. године.
| Група             | 2000.         | 2010.         |
| Белци             | 2.757 (77,6%) | 2.425 (73,7%) |
| Афроамериканци    | 743 (20,9%)   | 706 (21,4%)   |
| Азијати           | 8 (0,2%)      | 12 (0,4%)     |
| Хиспаноамериканци | 19 (0,5%)     | 106 (3,2%)    |
| Укупно            | 3.552         | 3.292         |